# Liste des stations balnéaires belges
Voici la liste des stations balnéaires belges. 
La côte belge s'étend sur 60 km entre Knokke-Heist, à la frontière néerlandaise et La Panne, à la frontière française. L'entièreté de ces stations se situent sur la Mer du Nord, au sein de la province de Flandre-Occidentale.
- Haut – A
- B
- C
- D
- E
- F
- G
- H
- I
- J
- K
- L
- M
- N
- O
- P
- Q
- R
- S
- T
- U
- V
- W
- X
- Y
- Z

## B
- Blankenberghe (Blankenberge)
- Bredene

## C
- Coxyde (Koksijde)
  - Coxyde-Bains(Koksijde-Bad)

## D
- Duinbergen

## G
- Groenendijk

## K
- Knocke-Heist (Knokke-Heist)

## L
- La Panne (De Panne)
- Le Coq (De Haan)
- Lombartzyde (Lombardsijde)

## M
- Middelkerke
- Mariakerke

## N
- Nieuport (Nieuwpoort)
  - Nieuport-Bains (Nieuwpoort-Bad)

## O
- Ostdunkerque(Oostduinkerke)
  - Ostdunkerque-Bains(Oostduinkerke-Bad)
- Ostende (Oostende)

## R
- Raversyde (Raversijde)

## S
- Saint-Idesbald (Sint-Idesbald)

## W
- Wenduine
- Westende

## Z
- Zeebruges (Zeebrugge)
- Le Zoute (Het Zoute)